# 科德馬河

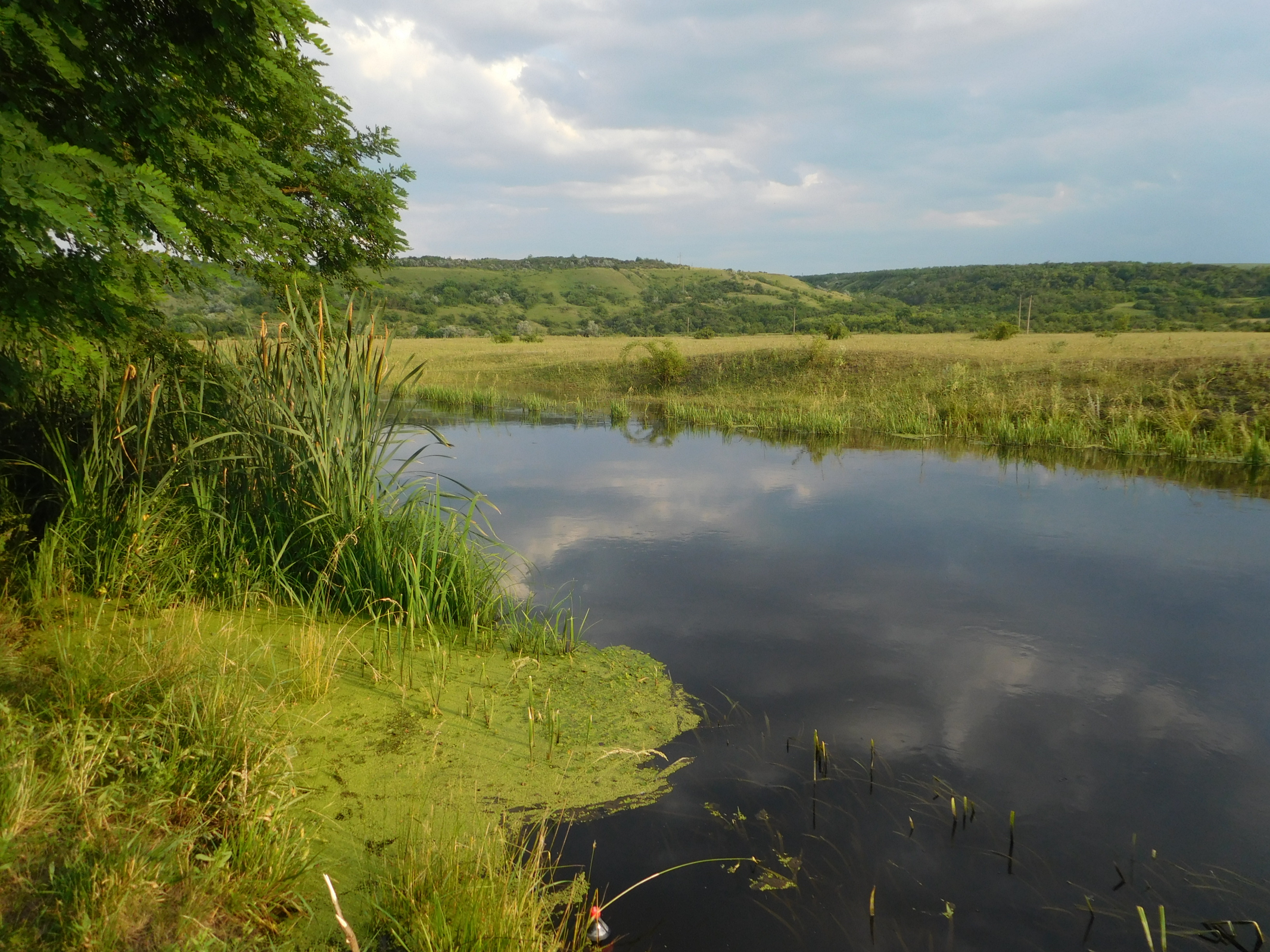

科德马河（烏克蘭語：Кодима）是烏克蘭的河流，屬於南布格河的右支流，流經敖德薩州北部和尼古拉耶夫州西北部，河道全長149公里，流域面積2,470平方公里，河畔城鎮有巴爾塔。